# 10343 Черч
10343 Черч (10343 Church) — астероїд головного поясу, відкритий 4 листопада 1991 року.
Тіссеранів параметр щодо Юпітера — 3,194.